# Ruiloba
Ruiloba é um município da Espanha na comarca Costa Ocidental, província e comunidade autónoma da Cantábria. Tem 15,1 km² de área e em 2021 tinha 741 habitantes (densidade: 49,1 hab./km²).

## Demografia
| Variação demográfica do município entre 1991 e 2004 [carece de fontes?] | Variação demográfica do município entre 1991 e 2004 [carece de fontes?] | Variação demográfica do município entre 1991 e 2004 [carece de fontes?] | Variação demográfica do município entre 1991 e 2004 [carece de fontes?] |
| ----------------------------------------------------------------------- | ----------------------------------------------------------------------- | ----------------------------------------------------------------------- | ----------------------------------------------------------------------- |
| 1991                                                                    | 1996                                                                    | 2001                                                                    | 2004                                                                    |
| 740                                                                     | 708                                                                     | 771                                                                     | 767                                                                     |